# Klaus (Vorarlberg)
Pour les articles homonymes, voir Klaus.
Klaus est une commune autrichienne du district de Feldkirch dans le Vorarlberg.